# Marcos Leonardo
Marcos Leonardo Santos Almeida, noto semplicemente come Marcos Leonardo (Itapetinga, 3 maggio 2003), è un calciatore brasiliano, attaccante dell'Al-Hilal.

## Caratteristiche tecniche
È un centravanti rapido e bravo ad attaccare in profondità oltre a sapersi muovere negli spazi. Sa calciare bene con entrambi i piedi, è capace di tirare con precisione, inoltre è un bravo rigorista. Molto preparato dal punto di vista tecnico e atletico, Leonardo è abile nello smarcarsi dall'avversario, è un buon colpitore di testa dato che sa essere efficace anche nel gioco aereo grazie alla buona elevazione a dispetto dell'altezza.

## Carriera

### Club

#### Santos e Benfica
Nato a Itapetinga, è entrato a far parte del settore giovanile del Santos nel 2014. Il 23 ottobre 2019 ha firmato il suo primo contratto professionistico con il club bianconero inserendo una clausola rescissoria del valore di 100 milioni di euro e nel luglio 2020 è stato promosso in prima squadra all'età di 17 anni.
Il 21 agosto 2020 ha esordito fra i professionisti sostituendo Yeferson Soteldo durante l'incontro del Brasileirão vinto 1-0 in casa dello Sport Recife, mentre il 16 settembre seguente ha esordito anche in Coppa Libertadores giocando il match della fase a gironi pareggiato 0-0 contro l'Olimpia. Ha segnato la sua prima rete il 4 ottobre 2020, portando la sua squadra sul 3-1 nella trasferta contro il Goiás, match poi terminato 3-2.Realizza nella Coppa Libertadores la rete del 2-1 sconfiggendo il Defensa y Justicia. Nell'edizione 2022 nel campionato brasiliano realizza uno score di 13 reti, si ripete nell'edizione successi segnando lo stesso numero di gol.
Il 4 gennaio 2024 viene acquistato per 25 milioni di euro dal Benfica, con cui sottoscrive un contratto fino al 30 giugno 2029. Segna un gol sia contro il Rio Ave che contro il Estrela Amadora, entrambe le partite vinte per 4-1, realizzando inoltre una doppietta nella vittoria in rimonta per 3-1 ai danni del Braga. Con i lusitani rimane nove mesi, durante i quali mette a referto 24 presenze e 8 reti, l'ultima segnata nel pareggio per 1-1 contro il Moreirense.

#### Al-Hilal
Il 2 settembre 2024, nell'ultimo giorno di calciomercato in Arabia Saudita, viene acquistato a titolo definitivo dall'Al-Hilal, squadra campione in carica della Saudi Pro League, con cui sottoscrive un accordo quinquennale valido fino al 30 giugno 2029, il club saudita versa nelle casse del club portoghese 40 milioni di euro.
Nel campionato saudita segna il suo primo gol sconfiggendo per 3-0 l'Al-Fayha, realizza una doppietta, prima sconfiggendo per 5-0 l'Al-Orobah e poi battendo per 4-0 l'Al-Okhdood, riesce inoltre a segnare una tripletta vincendo per 9-0 contro l'Al-Fateh. Realizza cinque reti nell'Champions League Elite, l'ultima nella schiacciante vittoria per 7-0 contro il Gwangju. Partecipa al Mondiale per Club, segnando la rete del 2-0 nella vittoria sul Pachuca, e mettendo a segno una doppietta determinante nella vittoria per 4-3 contro il Manchester City.

### Nazionale
Nel 2019 ha giocato varie amichevoli con la nazionale Under-16, è riuscito anche a segnare delle reti, perdendo contro la Francia (3-1) e pareggiando contro l'Inghiterra (2-2), tuttavia è stato autore di un gol che ha permesso di ottenere una vittoria per 1-0 contro la Spagna.
Nel 2022 ha giocato con la nazionale Under-20, durante un'amichevole vinta per 7-0 contro l'Uruguay ha segnato un poker. Nel 2023 è stato incluso dal selezionatore Ramon Menezes nella lista dei convocati della nazionale Under-20 partecipante al Campionato sudamericano di calcio Under-20 2023 in Colombia. Tuttavia, non viene autorizzato a unirsi al gruppo dal suo club, il Santos.
Il 28 aprile 2023 viene convocato per il Mondiale di categoria in Argentina. All'esordio nella competizione ha messo a segno una doppietta contro i pari età dell'Italia, non riuscendo però a evitare la sconfitta per 3-2. Sigla un gol contro la Danimarca nella goleada che si è conclusa per 6-0 e un altro contro la Tunisia su rigore, in totale è andato a segno cinque volte nel corso della manifestazione, l'ultima rete nella sconfitta per 3-2 contro Israele.

## Statistiche

### Presenze e reti nei club
Statistiche aggiornate al 26 giugno 2025.
| Stagione        | Squadra         | Campionato      | Campionato | Campionato | Coppe nazionali | Coppe nazionali | Coppe nazionali | Coppe continentali | Coppe continentali | Coppe continentali | Altre coppe | Altre coppe | Altre coppe | Totale | Totale | Totale |
| Stagione        | Squadra         | Comp            | Pres       | Reti       | Comp            | Pres            | Reti            | Comp               | Pres               | Reti               | Comp        | Pres        | Reti        | Pres   | Reti   |        |
| --------------- | --------------- | --------------- | ---------- | ---------- | --------------- | --------------- | --------------- | ------------------ | ------------------ | ------------------ | ----------- | ----------- | ----------- | ------ | ------ | ------ |
| 2020            | Santos          | A1/SP+A         | 0+18       | 0+4        | CB              | 1               | 0               | CL                 | 3                  | 1                  | -           | -           | -           | 22     | 5      |        |
| 2021            | Santos          | A1/SP+A         | 7+16       | 0+5        | CB              | 6               | 1               | CL+CS              | 9+2                | 1+0                | -           | -           | -           | 40     | 7      |        |
| 2022            | Santos          | A1/SP+A         | 12+35      | 4+13       | CB              | 6               | 2               | CS                 | 4                  | 2                  | -           | -           | -           | 57     | 21     |        |
| 2023            | Santos          | A1/SP+A         | 11+31      | 4+13       | CB              | 4               | 3               | CS                 | 3                  | 1                  | -           | -           | -           | 49     | 21     |        |
| Totale Santos   | Totale Santos   | Totale Santos   | 130        | 43         |                 | 17              | 6               |                    | 21                 | 5                  |             | -           | -           | 168    | 54     |        |
| gen.-giu. 2024  | Benfica         | PL              | 17         | 8          | CP+CdL          | 2+1             | 0+0             | UCL+UEL            | 0+4                | 0+0                | SP          | -           | -           | 24     | 8      |        |
| 2024-2025       | Al-Hilal        | SPL             | 24         | 17         | KC              | 3               | 3               | ACL                | 11                 | 5                  | SS+Cmc      | 5           | 4           | 43     | 29     |        |
| Totale carriera | Totale carriera | Totale carriera | 171        | 68         |                 | 23              | 9               |                    | 36                 | 10                 |             | 5           | 4           | 235    | 91     |        |

### Cronologia presenze e reti in nazionale
| Cronologia completa delle presenze e delle reti in nazionale ― Brasile under 20 | Cronologia completa delle presenze e delle reti in nazionale ― Brasile under 20 | Cronologia completa delle presenze e delle reti in nazionale ― Brasile under 20 | Cronologia completa delle presenze e delle reti in nazionale ― Brasile under 20 | Cronologia completa delle presenze e delle reti in nazionale ― Brasile under 20 | Cronologia completa delle presenze e delle reti in nazionale ― Brasile under 20 | Cronologia completa delle presenze e delle reti in nazionale ― Brasile under 20 | Cronologia completa delle presenze e delle reti in nazionale ― Brasile under 20 |
| Data                                                                            | Città                                                                           | In casa                                                                         | Risultato                                                                       | Ospiti                                                                          | Competizione                                                                    | Reti                                                                            | Note                                                                            |
| ------------------------------------------------------------------------------- | ------------------------------------------------------------------------------- | ------------------------------------------------------------------------------- | ------------------------------------------------------------------------------- | ------------------------------------------------------------------------------- | ------------------------------------------------------------------------------- | ------------------------------------------------------------------------------- | ------------------------------------------------------------------------------- |
| 13-6-2022                                                                       | Cariacica                                                                       | Brasile under 20                                                                | 7 – 0                                                                           | Uruguay under 20                                                                | Amichevole                                                                      | 4                                                                               |                                                                                 |
| 17-11-2022                                                                      | La Pintana                                                                      | Cile under 20                                                                   | 3 – 0                                                                           | Brasile under 20                                                                | Amichevole                                                                      | -                                                                               | 62’                                                                             |
| 20-11-2022                                                                      | Rancagua                                                                        | Cile under 20                                                                   | 3 – 2                                                                           | Brasile under 20                                                                | Amichevole                                                                      | 2                                                                               | cap.                                                                            |
| 21-5-2023                                                                       | Mendoza                                                                         | Italia under 20                                                                 | 3 – 2                                                                           | Brasile under 20                                                                | Mondiali Under-20 2023 - 1º turno                                               | 2                                                                               |                                                                                 |
| 24-5-2023                                                                       | Mendoza                                                                         | Brasile under 20                                                                | 6 – 0                                                                           | Rep. Dominicana under 20                                                        | Mondiali Under-20 2023 - 1º turno                                               | 1                                                                               | 77’                                                                             |
| 27-5-2023                                                                       | La Plata                                                                        | Brasile under 20                                                                | 2 – 0                                                                           | Nigeria under 20                                                                | Mondiali Under-20 2023 - 1º turno                                               | -                                                                               | 89’                                                                             |
| 31-5-2023                                                                       | La Plata                                                                        | Brasile under 20                                                                | 4 – 1                                                                           | Tunisia under 20                                                                | Mondiali Under-20 2023 - Ottavi di finale                                       | 1                                                                               | 45’ 67’                                                                         |
| 3-6-2023                                                                        | San Juan                                                                        | Israele under 20                                                                | 3 – 2                                                                           | Brasile under 20                                                                | Mondiali Under-20 2023 - Quarti di finale                                       | 1                                                                               | 77’                                                                             |
| Totale                                                                          |                                                                                 | Presenze                                                                        | 8                                                                               |                                                                                 | Reti                                                                            | 11                                                                              |                                                                                 |